# Elecciones presidenciales de Transnistria de 1996
Las elecciones presidenciales se celebraron en la República de separatista de Transnistria el 22 de diciembre de 1996. Fueron ganados por el titular Ígor Smirnov, quien ha gobernado Transnistria desde 1991.
El 2 de noviembre, se informó que la comisión electoral central de Transnistria había registrado solo dos candidatos para las elecciones. Otros seis, incluido el jefe del consejo municipal de Tiráspol, Vitalii Glebov, no pudieron recoger las 10.000 firmas necesarias.
Antes de las elecciones, Malakhov afirmó que su campaña estaba recibiendo un "trato desigual" por parte de los medios. Estaba considerando retirarse de la carrera, lo que invalidaría las elecciones, la Constitución requirió al menos 2 candidatos para que las elecciones puedan ocurrir. Sin embargo, el Parlamento de Transnistria modificó la constitución para que Smirnov pudiera ser elegido sin oposición. Malakhov entonces decidió continuar su campaña.

## Resultados
|  | 71.94 % |

|  | 19.84 % |

|  | 91.78 % |